# Короткое дыхание любви
«Короткое дыхание любви» — кинофильм 1992 года совместного производства России и Финляндии. Детям до 12 лет просмотр фильма разрешён в сопровождении родителей[значимость факта?].

## Сюжет
Советский офицер-афганец, попав в плен к душманам, решил не возвращаться на родину. Осел в Финляндии, встретил Риту, туристку из Питера, и потерял покой. Все против него: возлюбленная старше его, имеет больного сына, ее любит лечащий сына врач, а сам он, ко всему прочему, сын этого врача…

## В ролях
| Актёр               | Роль                  |
| ------------------- | --------------------- |
| Клара Белова        | Рита                  |
| Даниэль Ольбрыхский | Максим                |
| Андрис Лиепа        | Алексей               |
| Татьяна Окуневская  | Ольга Кирилловна      |
| Георгий Тейх        | друг Ольги Кирилловны |
| Марк Рудинштейн     | Эпизод (нет в титрах) |
| Анатолий Сливников  | Седой                 |
| Семён Фурман        | руководитель группы   |

## Съёмочная группа
- Режиссёр-постановщик: Валерий Харченко
- Автор сценария: Сергей Коковкин
Анна Родионова
- Продюсер: Марк Рудинштейн
- Оператор-постановщик: Юрий Гармаш
- Звукорежиссёр: Чупров, Сергей Адольфович
- Композитор: Виктор Зинчук